# زامبوانجا ديل سور
زامبوانجا ديل سور هي مقاطعة في الفلبين، تتبع شبه جزيرة زامبوانجا، بلغ عدد سكانها 959٬685 نسمة، في 2010، عاصمتها باجاديان، تبلغ مساحتها 4٬499٫46 كيلومتر مربع، رمزها البريدي هو 7000–7043.

## الموقع
تشترك في الحدود مع:
- زامبوانجا سيبوجاي
- زامبوانجا ديل نورت.

## التقسيمات الإدارية
- باجاديان
- مدينة زامبوانجا
- Aurora, Zamboanga del Sur [الإنجليزية]‏
- Bayog [الإنجليزية]‏
- Dimataling [الإنجليزية]‏
- Dinas, Zamboanga del Sur [الإنجليزية]‏
- Dumalinao [الإنجليزية]‏
- Dumingag [الإنجليزية]‏
- غيبوس
- Josefina, Zamboanga del Sur [الإنجليزية]‏
- Kumalarang [الإنجليزية]‏
- Labangan [الإنجليزية]‏
- Lakewood, Zamboanga del Sur [الإنجليزية]‏
- Lapuyan [الإنجليزية]‏
- Mahayag [الإنجليزية]‏
- Margosatubig [الإنجليزية]‏
- Midsalip [الإنجليزية]‏
- Molave, Zamboanga del Sur [الإنجليزية]‏
- Pitogo, Zamboanga del Sur [الإنجليزية]‏
- Ramon Magsaysay, Zamboanga del Sur [الإنجليزية]‏
- San Miguel, Zamboanga del Sur [الإنجليزية]‏
- San Pablo, Zamboanga del Sur [الإنجليزية]‏
- Sominot [الإنجليزية]‏
- Tabina [الإنجليزية]‏
- Tambulig [الإنجليزية]‏
- Tigbao, Zamboanga del Sur [الإنجليزية]‏
- Tukuran [الإنجليزية]‏
- Vincenzo A. Sagun [الإنجليزية]‏.